# Талий Ключ (Марі-Турецький район)
Та́лий Ключ (рос. Талый Ключ, марій. Йошкарэҥер) — присілок у складі Марі-Турецького району Марій Ел, Росія. Входить до складу Хлібниковського сільського поселення.

## Населення
Населення — 12 осіб (2010; 25 у 2002).
Національний склад (станом на 2002 рік):
- удмурти — 56 %
- росіяни — 28 %